# جوزيف غرافتون غال
جوزيف غرافتون غال (بالإنجليزية: Joseph G. Gall)‏ هو أستاذ جامعي وعالم أحياء أمريكي، ولد في 14 أبريل 1928 في واشنطن العاصمة في الولايات المتحدة.